# 小山渚
小山 渚（こやま なぎさ、1965年1月17日 - ）は、日本の俳優、声優。埼玉県出身。

## 人物
以前は太陽プロモーションに所属していた。
趣味はドライブ、水泳。

## 出演作品

### テレビ
- ミラーマン（1972年、33話、少年）※ノンクレジット
- 北信濃絶唱（1973年）
- 火曜日の女シリーズ ガラス細工の家（1973年）
- ファイヤーマン（1973年、24話、健）
- スーパーロボット レッドバロン（1973年、13話、八木沢明）
- 雑居時代（1974年、23話、斎藤健一）
- 電撃!! ストラダ5（1974年、5話）
- ウルトラマンレオ（1974年、20話、ボック）
- スーパーロボット マッハバロン（1974年、1話、少年時代の嵐田陽）
- 少年探偵団（1975年）
- バトルホーク（1977年、18話、雪夫）
- いつか見た青空（1977年）
- 大江戸捜査網 第3シリーズ（1978年、225話）
- 徳川家康（1978年） - 鳥居元忠
- 3年B組金八先生（1979年、吉村孝）
  - 3年B組金八先生SP　贈る言葉（1982年）
  - 3年B組金八先生SP3　小さな嘘（1984年）
  - 3年B組金八先生SP5　先生の暴力・生徒の暴力（1986年）
  - 3年B組金八先生SP6　新・十五歳の母（1987年）
- ぼくら野球探偵団（1980年、ロック）

### アニメ
- おはよう!スパンク
- キャプテン
- タイムボカンシリーズ
  - 逆転イッパツマン（アクセル）
- 超合体魔術ロボ ギンガイザー（小磯良太）
- ペリーヌ物語（ポール）